# Kanton Cruseilles
Kanton Cruseilles is een voormalig kanton van het Franse departement Haute-Savoie. Kanton Cruseilles maakte deel uit van het arrondissement Saint-Julien-en-Genevois en telde 10.301 inwoners in 2007. Het werd opgeheven bij decreet van 13 februari 2014, met uitwerking op 22 maart 2015. Alle gemeenten werden toegevoegd aan het kanton La Roche-sur-Foron.

## Gemeenten
Het kanton Cruseilles omvatte de volgende gemeenten:
- Allonzier-la-Caille
- Andilly
- Cercier
- Cernex
- Copponex
- Cruseilles (hoofdplaats)
- Menthonnex-en-Bornes
- Le Sappey
- Saint-Blaise
- Villy-le-Bouveret
- Vovray-en-Bornes